# Andrew Qappik
Andrew Qappik (Nunataq, 25 de febrer de 1964, Territoris del Nord-oest, actualment Nunavut) és un artista gràfic inuit canadenc que resideix actualment a Pangnirtung, Nunavut. Qappik és conegut per la seva contribució en el disseny de l'escut d'armes i la bandera de Nunavut.
Les estampes de Qappik representen tant animals com la cultura tradicional inuit, que ha après a partir de la seva pròpia experiència i les històries del seu avi i altres familiars. Alguns d'aquests familiars han influït en la sensibilitat artística de Qappik. Té una afició per les escenes realistes/naturalistes de la vida àrtica; una comprensió instintiva de la línia, la forma i la composició; i un ús de tons de colors més clars amb poc espai negatiu.
Les obres de Qappik són publicades per la Pangnirtung Print Shop, sota els auspicis de l'Uqqurmiut Center for Arts & Crafts. La seva obra s'ha exposat en diferents museus, com ara el Museu Britànic, la Galeria Nacional del Canadà, la Winnipeg Art Gallery, el Museu canadenc d'història, i el Dennos Museum Center.
Va ser nomenat membre de l'Orde del Canadà el 2017 per la seva contribució al disseny de l'escut i la bandera de Nunavut i a la creació dels logotips de l'ós polar per al govern de Nunavut i el logotip de Nunavut Tunngavik.